# Лавкі (Великопольське воєводство)
Лавкі (пол. Ławki, нім. Bankwitz) — село в Польщі, у гміні Тшемешно Гнезненського повіту Великопольського воєводства.
Населення — 90 осіб (2011).
У 1975-1998 роках село належало до Бидгощського воєводства.

## Демографія
Демографічна структура станом на 31 березня 2011 року:
|          | Загалом | Допрацездатний вік | Працездатний вік | Постпрацездатний вік |
| -------- | ------- | ------------------ | ---------------- | -------------------- |
| Чоловіки | 42      | 13                 | 25               | 4                    |
| Жінки    | 48      | 11                 | 24               | 13                   |
| Разом    | 90      | 24                 | 49               | 17                   |